# Antifascistdemonstrationen i Malmö 2014

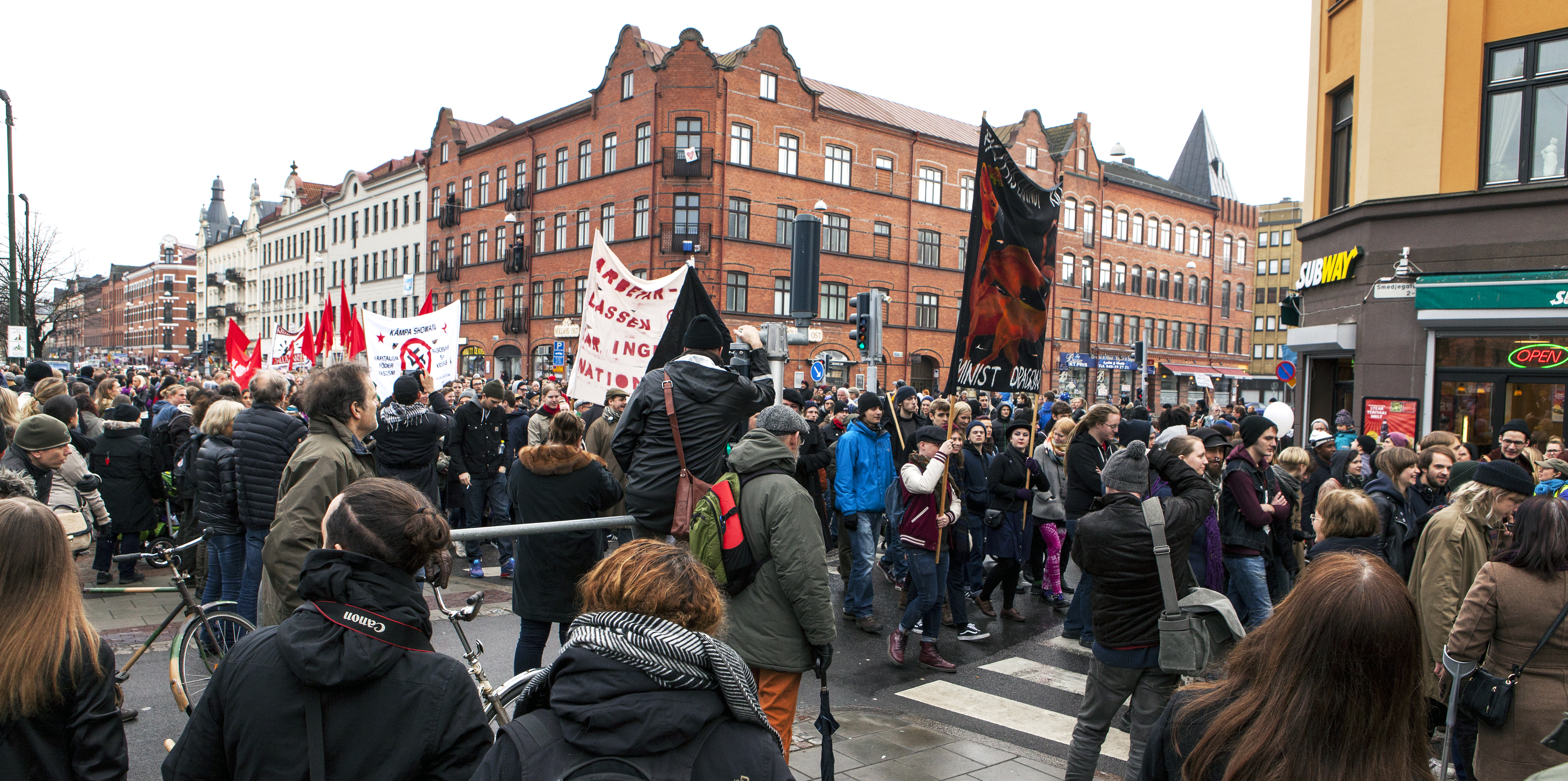
Demonstration mot nazistiskt våld, 16 mars 2014. Möllevångstorget, Malmö.

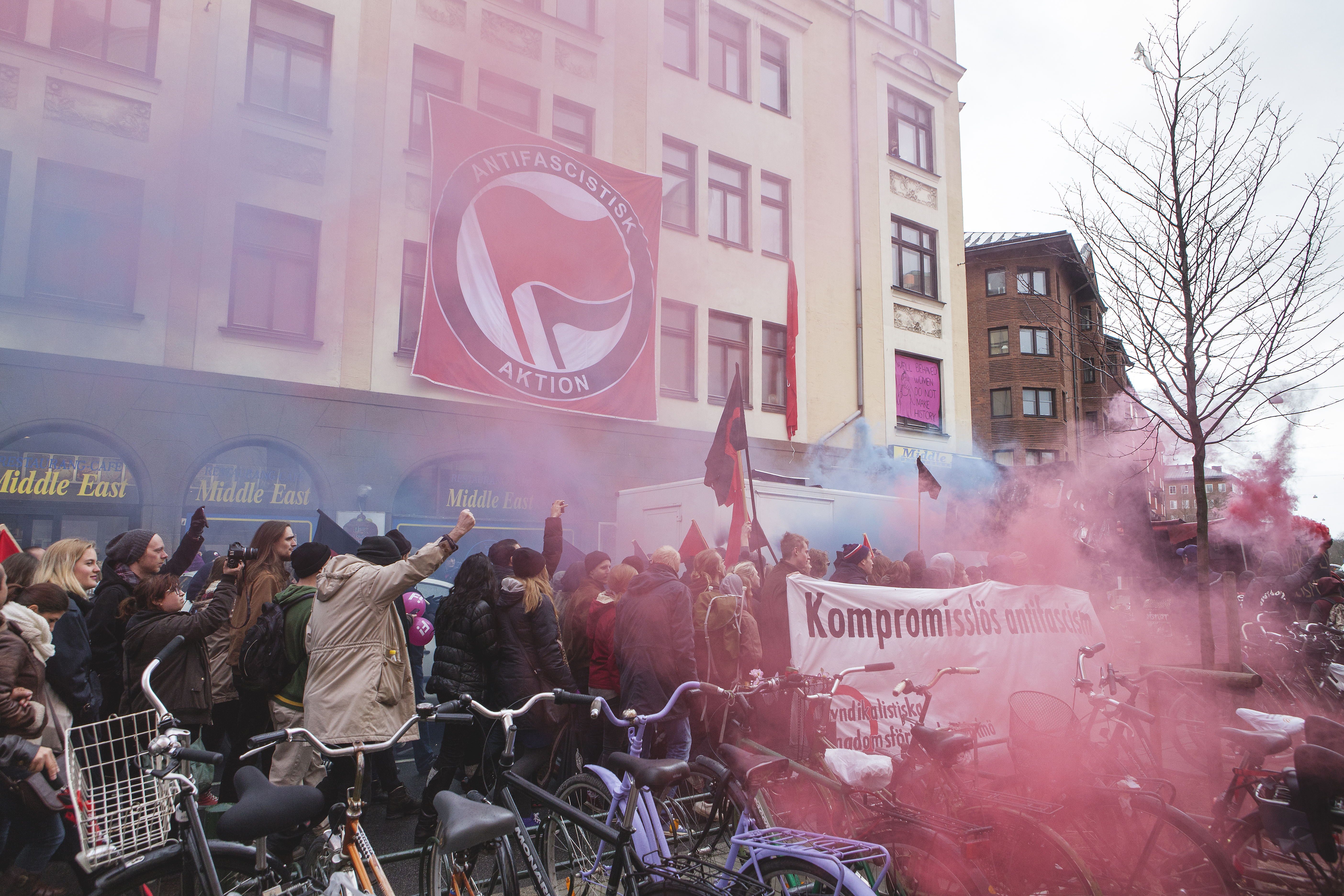
Demonstration mot nazistiskt våld, 16 mars 2014. Möllevångstorget, Malmö.

Antifascistdemonstrationen i Malmö 2014 hölls söndagen den 16 mars. Demonstrationen anordnades som en reaktion mot nazistiskt våld mot fyra personer vid Möllevångstorget i Malmö natten 9 mars 2014. Arrangörer var Skåne mot rasism. Demonstrationen som samlade 10 000 deltagare uppskattas vara en av de största som genomförts i Malmö. Parollen för demonstrationen, Kämpa Malmö, är ett uttryck som idag förknippas med antifascism. 

## Attacken 8-9 mars
I anslutning till Internationella kvinnodagen och den årliga Ta natten tillbaka-demonstrationen, misshandlades fyra personer i korsningen Falsterbogatan/Kristianstadsgatan nära Möllevångstorget. Tre personer knivhöggs och samtliga fick vårdas på sjukhus. MFF-supportern Showan Shattak var en av de misshandlade, han fick svåra skallskador och låg i koma i en vecka.
Strax efter knivattacken grep polisen tre personer med kopplingar till extremhögern och det nyazistiska partiet Svenskarnas Parti. Andreas Carlsson, aktivist i Svenskarnas Parti, häktades i sin frånvaro.

## Manifestationen 9 mars
Morgonen därpå, söndagen den 9 mars 2014, hölls en spontan manifestation på Möllevångstorget, mot det nazistiska våldet.

## Demonstrationen 16 mars
Veckan efter knivattacken arrangerade Skåne mot rasism en antifascistisk demonstration. Söndagen den 16 mars 2014 hölls demonstrationen med utgångspunkt från Möllevångstorget. Demonstrationen samlade 10 000 deltagare och uppskattas vara en av de största i Malmö någonsin. Demonstrationståget gick från Möllevångstorget till Gustav Adolfs Torg och tillbaka till Möllevångstorget under parollen Kämpa Malmö – antifascism är självförsvar. Bland de som demonstrerade fanns Ungdom mot fascism, Vänsterpartiet och MFF-supportrar.

## Rättsliga efterföljder
Nazisten Andreas Carlsson misstänktes för mordförsök och greps i november 2015 i Ukraina. Han dömdes till tre års fängelse för grov misshandel. Den andra åtalade, en 29-årig man, friades på alla punkter. Ingen dömdes för mordförsöket på Showan Shattak.